# Muzeul Banatului Montan
Muzeul Banatului Montan este o instituție de cultură al cărei scop este cercetarea, conservarea și promovarea publică a patrimoniului arheologic, istoric,etnologic și artistic al județului Caraș-Severin. Instituția își are locația în municipiul Reșița, reședința administrativă a județului Caraș-Severin, bulevardul Republicii, numărul 10.

## Istoric
Muzeul reșițean este o instituție relativ tânără. În anul 1957, în cadrul uzinelor din localitate a luat ființă Comitetul pentru înființarea muzeului, pentru început fiind vizată conservarea și promovarea tradițiilor industriale din zonă. 
Doi ani mai târziu, în anul 1959, s-a obținut aprobarea oficială pentru înființarea unui muzeu orășenesc la Reșița care în anul 1962 primește recunoașterea oficială a Ministerului Învățământului și Culturii. 
După reorganizarea administrativă pe județe a României, primește titulatura de Muzeu de istorie al județului Caraș-Severin, exercitându-și jurisdicția științifică, de cercetare și conservare, pe un teritoriu de aproximativ 9000 km2. 
Începând cu anul 1987, instituția s-a mutat într-o clădire nouă, unde își desfășoară activitatea și în prezent. Din anul 1997 titulatura standard a fost înlocuită cu cea actuală

## Clădirea
Actualul sediu din Lunca Bârzavei a fost realizat după un proiect al arhitectului Șerban Antonescu. Construcția a debutat în anul 1975 și a trenat vreme de 12 ani. Dotările interioare și amenajarea expozițională s-au realizat abia într-o perioadă mai recentă, între anii 1991-2002.

## Colecțiile muzeului
Muzeul Banatului Montan deține la momentul actual un număr de circa 53.000 piese. Colecțiile constituite de-a lungul celor patru decenii de activitate își au proveniența în cercetările arheologice, achizițiile și donațiile derulate în intervalul menționat, cărora li se pot adăga descoperirile întâmplătoare ale unor cetățeni sau ale specialiștilor muzeului.
Colecția de arheologie este cea mai importantă, prin cele aproximativ 20.000 de piese ce o compun. Aceasta acoperă un interval temporal ce începe din paleolitic și până în zorii epocii medievale. Uneltele de silex sau obsidian, descoperite la Gornea sau la Zorlențu Mare, sunt un exemplu ilustrativ pentru palierul temporal al neoliticului, alături de un impresionant volum de piese legate cultura Vinča (tot din neolitic), precum idolii antropomorfi descoperiți în Valea Dunării orinumeroase depozite ce ilustrează activitatea metalurgică desfășurată în sudul Banatului desfășurată în perioada de tranziție de la epoca bronzului spre cea a fierului.
Colecția numismatică cuprinde 14.500 monede romane, cu tezaure descoperite la Răcăjdia, Pojejena, Măcești, majoritatea provenind din secolul al IV-lea. 
Colecția de istorie a tehnicii acoperă secolele XVIII-XX și numără 900 piese ilustrând istoria industrială a sud-vestului României. 
Colecția de carte veche și istoria artei cuprinde circa 300 de exemplare de carte veche și bibliofilă și peste 900 de piese de artă modernă (tablouri și mobilier). 
Colecția de artă populară și etnografie conține 1121 de piese, ilustrând portul popular, industria casnică textilă și ocupațiile tradiționale. 

## Directori
Primul director al acestei instituții a fost profesorul Octavian Răuț, în perioada 1962-1964, care a și organizat unele campanii de cercetare arheologică cu Muzeul Banatului din Timișoara. I-a succedat, profesorul Volker Wollmann între anii 1965-1967, iar după plecarea acestuia la Universitatea din Cluj, a urmat un alt istoric, respectiv profesorul Ilie Uzum. Din anul 1990 până în anul 2018, la conducerea Muzeului reșițean a fost dr. Dumitru Țeicu. Începând cu anul 2018 managerul Muzeului Banatului Montan este istoricul Flavius Bozu.

## Publicații
Din anul 1971 și până în prezent publicația științifică emblematică pentru Muzeul Banatului Montan din Reșița este revista Banatica, ajunsă la cel de-al 28-lea volum. De-a lungul timpului în paginile sale și-au găsit locul studii semnate de istorici de prestigiu precum Hadrian și Constantin Daicoviciu, Costin Feneșan, Wolker Wollman, Marian Gumă, Gheorghe Lazarovici, D. Țeicu, Valeriu Leu și mulți alții, cu valoroase studii privind istoria arealului bănățean, din cele mai vechi epoci și până în prezent.

## Cercetarea
Este una din componentele principale ale instituției, fiind centrată pe trei direcții de investigare: arheologică, istorică și etnografică. Cercetările arheologice au vizat în special siturile preistorice și monumentele medievale din Caraș-Severin. Cercetarea istorică s-a axat pe studiul elitelor, a istoriei bisericii și instituțiilor bănățene în Evul Mediu și epoca modernă. Etnologia/etnografia a avut drept țintă păstoritul tradițional, industriile populare ilustrate de instalațiile hidraulice țărănești (mori, pive, fierăstraie) și portul popular din Banat. Cercetările istorice s-au concretizat în peste 60 de studii și volume, grupate în trei serii tematice: teze de doctorat, cataloage și monografii. De asemenea, muzeul a fost implicat în manifestări științifice naționale și internaționale (conferințe, simpozioane) și în proiecte transfrontaliere derulate cu parteneri din Republica Serbia.

## Program și accesibilitate
Muzeul poate fi vizitat săptămânal în intervalul luni – sâmbăta, între orele 09 – 17. Expoziția permanentă, acum în reorganizare, este accesibilă atât cu grupuri organizate cât și individual. 